# 19542 Ліндперкінс
19542 Ліндперкінс (19542 Lindperkins) — астероїд головного поясу, відкритий 10 травня 1999 року.
Тіссеранів параметр щодо Юпітера — 3,588.